# Don Quijote (balett)

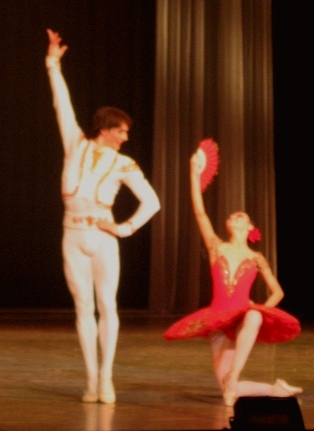
Från en rysk uppsättning 2011.

Don Quijote är en balett i tre akter, koreograferad av Marius Petipa till musik av Léon Minkus. Den bygger på Miguel Cervantes roman Don Quijote. 

## Historia
Baletten hade urpremiär på Bolsjojteatern i Moskva den 26 oktober 1869. Den omarbetades först av Marius Petipa 1869 och 1871 och därefter av Aleksandr Gorskij 1900. Efter att den ryske dansaren Rudolf Nurejev hoppat av till väst 1961, satte han upp operan på flera scener, bland annat i Wien 1966, Sydney 1970 och London 2001. Och den har ofta spelats därefter.
I Sverige spelades baletten 12 gånger på Stockholmsoperan säsongen 1959-1960 i koreografi och regi av Alert och Nina Kozlovsky.

## Handling
Den tunna handlingen är hämtad från andra delen av Cervantes roman. Den tjänar mest som ett sammanbindande kitt för de olika dansscenerna, av vilka några tillhör de mest dansade.